# أترأباد العليا (بدرانلو)
أترأباد العلیا (بالفارسية: اترآباد علیا) هي قرية تقع في إيران في قسم بدرانلو الريفي. يقدر عدد سكانها بـ 108 نسمة .